# Hans-Erich Halberstadt
Hans-Erich Halberstadt (* 20. Januar 1934) ist ein lyrischer Tenor, Moderator und Hörbuchsprecher und lebt seit vielen Jahren in Kaiserslautern.
Nach einem Gesangsstudium bei Ewald Böhmer am Hessischen Staatstheater in Wiesbaden und bei Leni Neuenschwander an der Hochschule für Musik und Theater in Mannheim widmete er sich als lyrischer Tenor dem Konzert- und Oratoriengesang und trat als Liedersänger auf. Er unternahm Konzertreisen und sang in zahlreichen Funk-, Fernseh- und Schallplattenstudios im In- und Ausland. 1968 spielte er bei Radio-Istanbul Aufnahmen mit Liedern Franz Schuberts ein. Emmerich Smola engagierte ihn wiederholt für Produktionen mit dem SWR-Rundfunkorchester. In Hörfunk-Produktionen fungierte er auch als Moderator.
Halberstadt singt Lieder aus dem klassischen Bereich, deutsche Volkslieder, internationale Folklore und Lieder des schwedischen Rokoko-Poeten Carl Michael Bellman. Dadurch entstanden 15 Tonträger. Einen großen Teil seines Schaffens widmet er Robert Stolz. Auf Einladung der österreichischen Botschaft in Washington war er zum 120. Geburtstag des Komponisten auf Konzertreise in den USA und wurde von der Internationalen Robert-Stolz-Gesellschaft mit der Ehrenurkunde ausgezeichnet.
Seit einiger Zeit trägt Hans-Erich Halberstadt bei Lesungen Werke des andalusischen Dichters Federico García Lorca, Wilhelm Buschs und Eugen Roths vor.

## Diskografie (Auswahl)
- 1970: Die alten lieben Lieder, mit Anni Becker, Da Camera Song
- 1976: Die neuen lieben Lieder, mit Anni Becker und Jockel Becker, Da Camera Song
- 1977: Folklore der Welt, mit Leon Kappa, Süwe Verlag
- 1985: Lieder, Chöre, Kammermusik, von Lothar Sander, Da Camera Magna
- 1987: „Drum lache, saufe, liebe ...“, Lieder von Carl Michael Bellman, mit Roland M. Höbel, Aulos
- 1993: Servus Du – Hans Erich Halberstadt singt Wiener Lieder, Aurophon
- 1997: Meim Schatz han ich e Lied gesung, Lieder und Gedichte von Paul Münch, Daddy Kate
- 1999: Spanische Impressionen: Lieder – Lyrik – Gitarrenmusik, mit Leon Kappa, Daddy Kate
- 2001: Lieder, Rundfunkaufnahmen des SWR und Radio Istanbul, mit dem SWR Rundfunkorchester, CSC-Music
- 2003: Frühling in Wien, Wiener Lieder mit Hans-Erich Halberstadt, CSC-Music
- 2004: Die pälzisch Weltgeschicht, Gedichte von Paul Münch, Edition Tintenfaß, Neckarsteinach, ISBN 3-937467-06-8
- 2010: Ein Mensch, Heitere Gedichte von Eugen Roth, Daddy Kate